# Pteropus aldabrensis
Pteropus aldabrensis är en däggdjursart som beskrevs av Frederick W. True 1893. Pteropus aldabrensis ingår i släktet Pteropus och familjen flyghundar. Inga underarter finns listade. I äldre avhandlingar infogades populationen i Pteropus seychellensis.

## Utseende
Arten är med en kroppslängd (huvud och bål) av 184 till 189 mm, med 128 till 141 mm långa underarmar och med en vikt av 255 till 395 g en liten till medelstor medlem i släktet Pteropus. En svans saknas, bakfötterna är ungefär 43 mm långa och öronen är 24 till 28mm stora. Huvudet kännetecknas av gulbrun päls med undantag av nosen som är gråaktig, av stora ögon med brun regnbågshinna och av mörka öron. Pteropus aldabrensis har en orangebrun mantel kring axeln medan strupen och bröstet är mörkbruna. Ovansidan är täckt av grå till gråbrun päls med några silvergråa hår inblandade. På undersidan är pälsen mellanbrun till ockra med gula nyanser. Tanduppsättningen har samma konstruktion som hos andra släktmedlemmar.

## Utbredning och ekologi
Denna flyghund förekommer endemisk på atollen Aldabra som tillhör Seychellerna. Habitatet utgörs främst av torra skogar och buskskogar. Arten uppsöker även mangrove och odlade områden med träd. Individerna vilar gömda i växtligheten.
Exemplaren vilar på dagen i kokospalmer och i palmer av släktet Casuarina. De letar på natten efter frukter från olika växter som släktena Calophyllum, Mystroxylon, Terminalia och Ficus. Dessutom äts blommor av släktena Agave och Cocos samt unga blad av Avicennia och larver av pärlsköldlöss från släktet Icerya. De senare ingår troligtvis på grund av den söta daggvätskan i födan. Parningen registrerades i olika månader och honor med nyfödda ungar upptäcktes mellan december och januari.

## Hot
Beståndet hotas när havsnivån stiger. Det påverkas även av introducerade fiender. IUCN kategoriserar arten globalt som starkt hotad.